# 滋賀青年師範学校
| 滋賀青年師範学校 （滋賀青師） | 滋賀青年師範学校 （滋賀青師） |
| ----------------------------- | ----------------------------- |
| 創立                          | 1944年                        |
| 所在地                        | 滋賀県大津市                  |
| 初代校長                      |                               |
| 廃止                          | 1951年                        |
| 後身校                        | 滋賀大学                      |
| 同窓会                        | 滋賀大学 教育学部同窓会       |

滋賀青年師範学校 （しがせいねんしはんがっこう） とは、1944年 （昭和19年） に設立された青年師範学校である。

## 概要
- 1913年 （大正2年） 設立[1]の滋賀県立農業教員養成所を起源とする。
- 1944年、滋賀県立青年学校教員養成所 （1935年設立[2]）・同女子青年学校教員養成所 （1939年設立） の統合・国への移管により滋賀青年師範学校となった。
- 第二次世界大戦後の学制改革により、新制滋賀大学学芸学部 （現・教育学部） の母体の一つとなった。
- 同窓会は 「滋賀大学教育学部同窓会」 と称し、旧制 （滋賀青師・滋賀師範）・新制合同の会である。

## 沿革
- 1913年4月[1]： 県立長浜農学校に滋賀県立農業教員養成所を附設。
  - 修業年限1年。
- 1921年4月： 滋賀県実業補習学校教員養成所と改称。
- 1925年3月： 修業年限2年に変更 （隔年募集）。
- 1933年4月： 県立農業試験場に移転 （栗太郡治田村渋川［現・草津市西渋川］）。
  - 修業年限2年、毎年募集に変更。
- 1935年4月[2]： 滋賀県立青年学校教員養成所と改称 （2年制）。
- 1936年4月： 滋賀県師範学校内に移転 （大津市膳所錦町）。
  - 以後、師範学校校長が所長を兼任。
- 1939年1月： 滋賀県女子師範学校に滋賀県立女子青年学校教員養成所を附設。
- 1944年4月1日： 男女青年学校教員養成所を統合・官立移管し、滋賀青年師範学校を設置。
  - 本科3年制 （中等学校卒対象）。校長は滋賀師範学校と兼務。
  - 旧滋賀県立青年学校教員養成所に男子部、旧滋賀県立女子青年学校教員養成所に女子部を設置。
- 1949年5月31日： 新制滋賀大学発足。
  - 滋賀師範学校と共に学芸学部の母体として包括された。
  - 膳所池の内の附属農場は学芸学部農場となった。
- 1951年3月： 滋賀大学滋賀青年師範学校 （旧制）、廃止。

## 歴代校長
- （兼）小暮安水：不詳 - 1945年11月24日[3]

## 校地の変遷と継承
男子部は滋賀師範学校男子部 （大津市膳所錦町、現 昭和町・西の庄） に、女子部は滋賀師範学校女子部 （大津市東浦町、現 末広町・京町3丁目） に併設されていた。滋賀師範学校#校地の変遷と継承を参照。

## 関連書籍
- 滋賀大学史編集委員会（編）　『滋賀大学史』　滋賀大学創立40周年記念事業実行委員会、1989年3月。
- 滋賀県史編さん委員会（編）　『滋賀県史 : 昭和編 第6巻 教育文化編』　滋賀県、1985年3月、207頁-210頁、217頁-218頁。
- 川崎源　『滋賀大学教育学部百二十年史』　滋賀大学教育学部同窓会、2001年。